# Air Hostess
«Air Hostess» és una cançó per la banda de Pop rock-Pop punk britànica, Busted. Composta per la banda juntament amb Tom Fletcher de McFly, va ser lliurat com el tercer senzill del segon àlbum A Present for Everyone el Juny de 2004 i va arribar al número #2 a la UK Singles Chart. La cançó va ser inspirada per uns Auxiliars de vol (Flight attendant), que van veure mentre la banda viatjava de gira.

## Posició a les llistes
| LLista (2004)        | Posició |
| -------------------- | ------- |
| German Singles Chart | 51      |
| Irish Singles Chart  | 12      |
| UK Singles Chart     | 2       |

## Llista de pistes

### CD 1
1. "Air Hostess"
2. "Mummy Trade"

### CD 2
1. "Air Hostess"
2. "Peaches"
3. "Let It Go"
4. "Enhanced Section (Amb un vídeo d'una entrevista interactiva sobre el vídeo de Air Hostess)"